# Qaraqoyunlu (Şəmkir)
Qaraqoyunlu è un comune dell'Azerbaigian situato nel distretto di Şəmkir. 